# Венецуелски пилоти от Формула 1
Тази страница представлява списък, който включва всички венецуелски пилоти, които са вземали участие в световния шампионат на Формула 1, както техните резултати и статистики.

## Първият венецуелски пилот участвал във Формула 1
| Година | Дата       | Пилот        | Конструктор | Голяма награда | Писта        |
| ------ | ---------- | ------------ | ----------- | -------------- | ------------ |
| 1960   | 7 февруари | Еторе Кимери | Мазерати    | ГН Аржентина   | Оскар Галвес |

## Световни шампиони
- Венецуелски пилот никога не е печелил световната титла.

## Резултати на венецуелските пилоти във Формула 1
- до сезон 2022 включително

| N |           | Участия | Победи | ПП | НБО | Точки | Подиуми |
| 4 | Венецуела | 114     | 1      | 1  | –   | 77    | 1       |
| - | --------- | ------- | ------ | -- | --- | ----- | ------- |

| N | Пилот            | Участия | Победи | ПП | НБО | Точки | Подиуми |
| - | ---------------- | ------- | ------ | -- | --- | ----- | ------- |
| 1 | Пастор Малдонадо | 95      | 1      | 1  | –   | 76    | 1       |
| 2 | Джони Чекото     | 18      | –      | –  | –   | 1     | –       |
| 3 | Еторе Кимери     | 1       | –      | –  | –   | –     | -       |